# Провизорные органы
Провизорные органы (нем. provisorisch — предварительный, временный) — временные органы зародышей и личинок многоклеточных животных, функционирующие только в эмбриональный или личиночный период развития. Могут выполнять функции, специфические для зародыша или личинки, или основные функции организма до формирования аналогичных дефинитивных (окончательных) органов, свойственных для взрослого организма.
Примеры провизорных органов: хорион, амнион, желточный мешок, аллантоис и серозная оболочка и другие.
Амнион — временный орган, обеспечивающий водную среду для развития зародыша. В эмбриогенезе человека он появляется на второй стадии гаструляции сначала как небольшой пузырек, дном которого является первичная эктодерма (эпибласт) зародыша
Амниотическая оболочка образует стенку резервуара, заполненного амниотической жидкостью, в которой находится плод.
Основная функция амниотической оболочки — выработка околоплодных вод, обеспечивающих среду для развивающегося организма и предохраняющих его от механического повреждения. Эпителий амниона, обращенный в его полость, не только выделяет околоплодные воды, но и принимает участие в обратном всасывании их. В амниотической жидкости поддерживаются до конца беременности необходимый состав и концентрация солей. Амнион выполняет также защитную функцию, предупреждая попадание в плод вредоносных агентов.
Желточный мешок — орган, депонирующий питательные вещества (желток), необходимые для развития зародыша. У человека он образован внезародышевой энтодермой и внезародышевой мезодермой (мезенхимой). Желточный мешок является первым органом, в стенке которого развиваются кровяные островки, формирующие первые клетки крови и первые кровеносные сосуды, обеспечивающие у плода перенос кислорода и питательных веществ.
Аллантоис — небольшой отросток в отделе зародыша, врастающий в амниотическую ножку. Он является производным желточного мешка и состоит из внезародышевой энтодермы и висцерального листка мезодермы. У человека аллантоис не достигает значительного развития, но его роль в обеспечении питания и дыхания зародыша все же велика, так как по нему к хориону растут сосуды, располагающиеся в пупочном канатике.
Пупочный канатик — представляет собой упругий тяж, соединяющий зародыш (плод) с плацентой.
Хорион, или ворсинчатая оболочка, развивается из трофобласта и внезародышевой мезодермы. Трофобласт представлен слоем клеток, образующих первичные ворсинки. Они выделяют протеолитические ферменты, с помощью которых разрушается слизистая оболочка матки и осуществляется имплантация.
(плод можно сравнить с паразитом)
Дальнейшее развития хориона связано с двумя процессами — разрушением слизистой оболочки матки вследствие протеолитической активности наружного слоя и развитием плаценты.
Плацента (детское место) человека относится к типу дискоидальных гемохориальных ворсинчатых плацент. Плацента обеспечивает связь плода с материнским организмом, создает барьер между кровью матери и плода.
Функции плаценты: дыхательная; транспорт питательных веществ, воды, электролитов; выделительная; эндокринная; участие в сокращении миометрия.